# Городок (телепередача)
Городок (укр. Городок, укр. Містечко) — телевізійна гумористична програма, що виходила з 17 квітня 1993 до 22 жовтня 2012 на каналі РТР за участю Юрія Стоянова та Іллі Олейникова. Спочатку з квітня 1993 випускалася студією «Новоком», а з березня 1995 року і до закриття передачі випускалася студією «Позитив ТВ».
Після смерті одного із ключових учасників проєкту та співавтора програми Іллі Олейникова, програму було закрито 2012 року.
Всього було випущено (враховуючи випуски програми «У Городку» і «Городок») 439 випусків.

## Трансляція
У різні часи випуски програми транслювали у тому числі й українські телеканали: з 1998 до 2001 — телеканал 1+1, з 2001 до 2017 — телеканал Інтер, з 2005 до 2011 — телеканал К1.

## Нагороди
Передача чотири рази нагороджувалася премією «ТЕФІ» в номінації «Найкраща розважальна програма» 1999 і 2002 року, а самі ведучі програми в номінації «Найкращі ведучі розважальної програми» — 1996 і 2001 року.